# إطار البيانات
في شبكات الحاسوب وفي أنظمة الاتصالات الرقميّة، إطار البيانات (بالإنجليزية: Data frame)‏ هو وحدة لنقل البيانات ذات طول محدد تضم ترويسة تتكون من حقل واحد أو أكثر تحتوي على معلومات التحكّم الخاصة ببروتوكولات نظام الاتصالات، وقسماً للبيانات الرقميّة التي يتّم تجميعها على شكل مجموعات من البتات المتتالية.